# یاکوب اشپورنبرگ
یاکوب اشپورنبرگ (۱۶ سپتامبر ۱۹۰۲–۶ دسامبر ۱۹۵۲) در طی جنگ جهانی دوم افسر اس‌اس با درجه گروپنفورر بود که در مینسک و لوبلین در ارتش آلمان نازی خدمت می‌کرد. پس از جنگ، اشپورنبرگ در لهستان دادگاهی شد و در سال ۱۹۵۰ به جرایم جنگی محکوم شد. او در دسامبر ۱۹۵۲ اعدام شد.